# (4687) Brunsandrej
(4687) Brunsandrej est un astéroïde de la ceinture principale.

## Description
(4687) Brunsandrej est un astéroïde de la ceinture principale. Il fut découvert le 24 septembre 1979 à Naoutchnyï par Nikolaï Tchernykh. Il présente une orbite caractérisée par un demi-grand axe de 3,11 UA, une excentricité de 0,15 et une inclinaison de 3,9° par rapport à l'écliptique.

## Compléments